# Back Yard Burgers

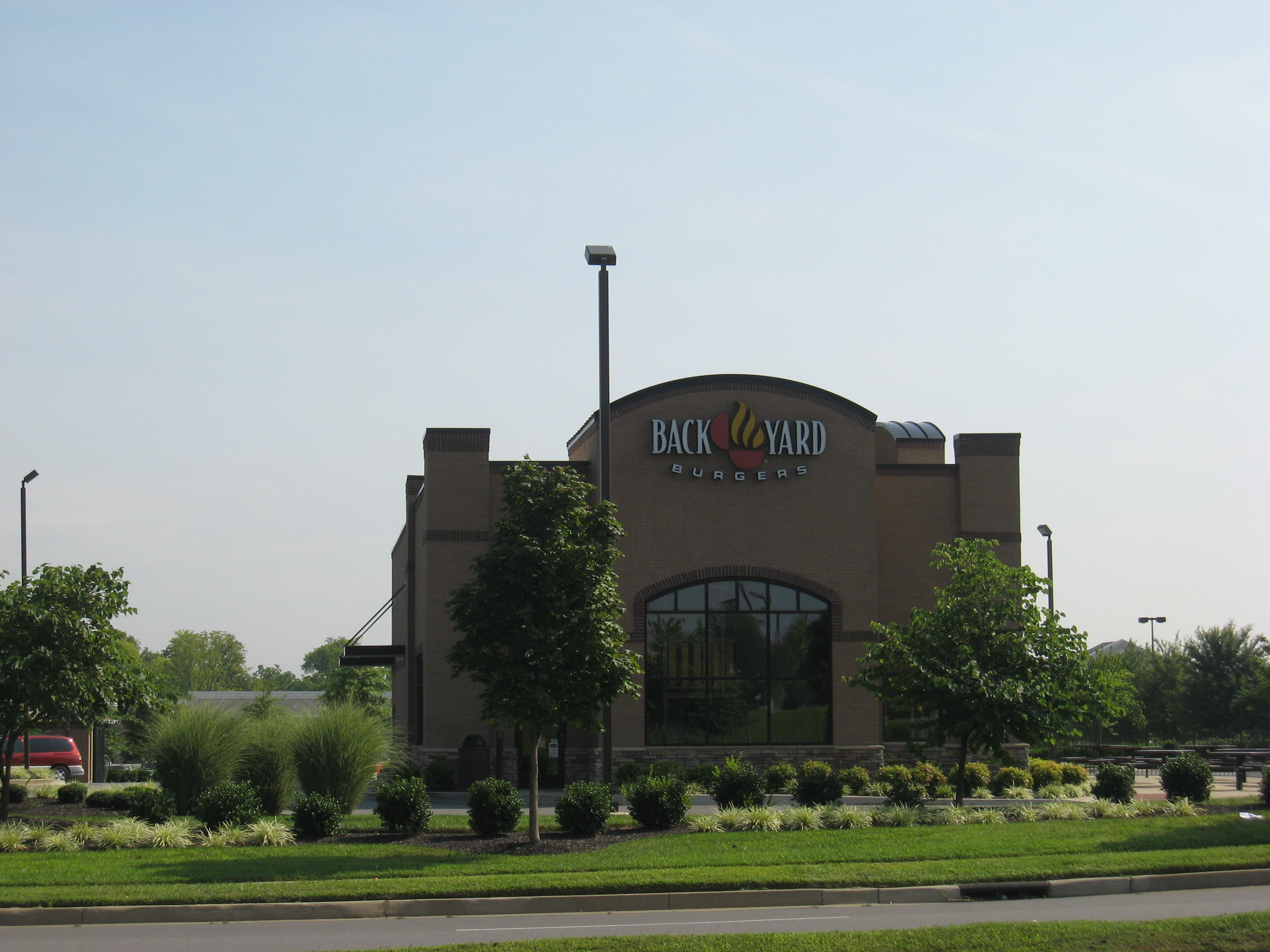
Back Yard Burgers em Hendersonville, Tennessee.

A Back Yard Burgers, Inc., é uma rede de franquia regional americana de restaurantes de serviço rápido. Sua sede está localizada em Nashville, Tennessee. Em Setembro de 2020, haviam 46 restaurantes no sul e centro-oeste dos Estados Unidos.
Embora seja a raça comercial mais comum no país, o marketing da franquia busca diferenciar-se das demais redes de hambúrgueres pela utilização de carne 100% Black Angus. A Back Yard Burgers também oferece saladas, batatas assadas e outros acompanhamentos como substitutos opcionais das batatas fritas nas suas refeições combinadas, e também oferece um hambúrguer vegetariano para quem não come carne ou produtos derivados de animais.

## História
O primeiro restaurante Back Yard Burgers foi inaugurado em Cleveland, Mississippi, em 1987 por Lattimore M. Michael. Originalmente, a rede consistia apenas em restaurantes drive-through sem quaisquer instalações para refeições, mas a maioria dos locais adicionou-os desde então. Nos últimos anos, a empresa tem enfatizado a qualidade da carne Black Angus.

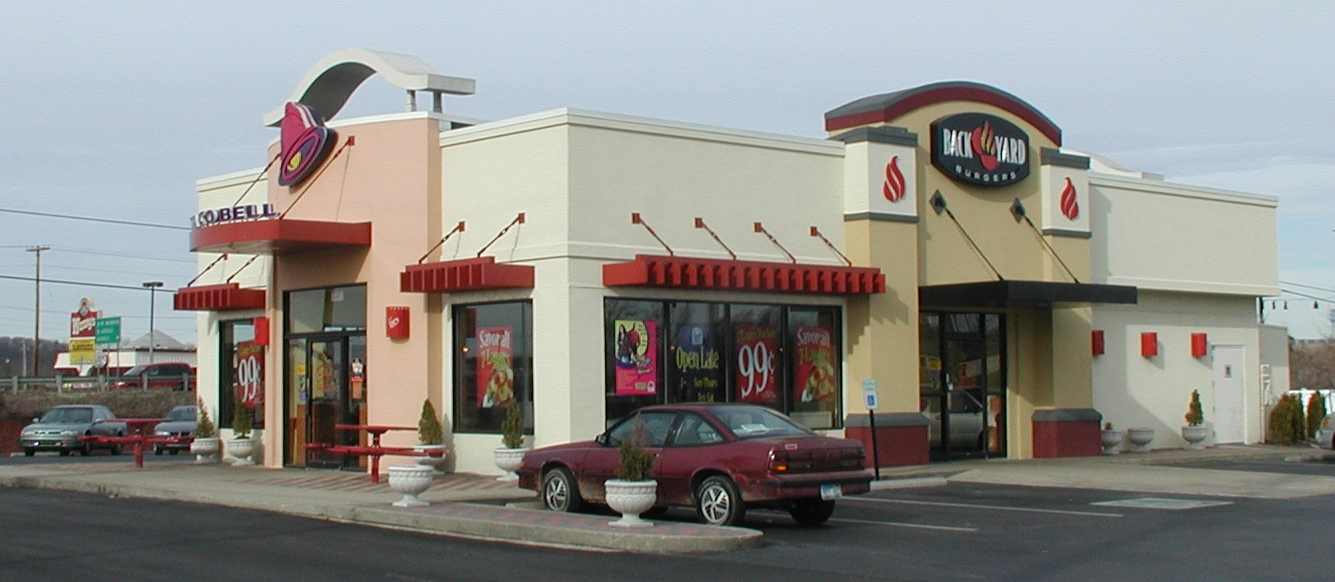
Restaurante Back Yard Burgers - Taco Bell em Shepherdsville, Kentucky, foto tirada em janeiro de 2003

Em 2002, Back Yard Burgers e Yum! Brands, Inc., entraram temporariamente num acordo de desenvolvimento pelo qual a Yum! teve a opção de ''co-brandir'' (parceria estratégica utilizada por várias empresas usando um único serviço ou produto. A esta estratégia de marketing é chamada de co-branding) as marcas registadas da Back Yard Burgers com as marcas registadas dos seus outros restaurantes, incluindo Taco Bell, Pizza Hut e KFC. Em 2004, porém, depois a Yum! optou por não exercer a sua opção, as duas empresas abandonaram esse plano porque a Yum! iniciou a revitalização da marca A&W que comercializa hambúrgueres e cerveja de raiz.
Em agosto de 2007, a empresa de capital aberto foi comprada por 38 milhões de dólares por um grupo de investidores liderado por C. Stephen Lynn, o ex-presidente da Shoney's, que também atuou como CEO da Sonic, e Reid M. Zeising, da Cherokee Advisors. Um aspeto significativo da compra foi a mudança da sede corporativa da empresa de Memphis para Nashville. Em fevereiro de 2009, Zeisling renunciou ao cargo de presidente executivo do conselho.
No verão de 2012, os eventos na empresa apontaram para uma marcada discórdia interna. O CEO, James Boyd, foi acusado de agressão física por Carl Diaz durante uma reunião da equipe sénior na primavera de 2012. Carl Diaz foi então imediatamente despedido pela empresa. Em Setembro de 2012, outro funcionário, Andy Abbajay, o COO da empresa, também entrou com uma ação contra a empresa, alegando que ele também foi maltratado após expressar preocupação com a demissão de Carl Diaz.
Em Outubro de 2012, a empresa, chefiada por James Boyd como CEO, entrou com um pedido de proteção contra falência, Capítulo 11. Os registos registavam dívidas de cerca de 62 milhões de dólares e ativos em torno de 13 milhões de dólares. Na mesma época, a Back Yard Burgers fechou 22 lojas em vários estados. Cherokee Advisors possuía o "BBAC Merger Sub" usado como veículo de aquisição na fusão. Os principais investidores da Cherokee são Reid M. Zeising, Pharos Capital Group, LLC e C. Stephen Lynn.
Em Janeiro de 2013, apenas quatro meses após o pedido de falência, o Back Yard Burger indicou que havia recebido financiamento de seus novos proprietários, Pharos Capital, e estava pronto para sair da falência, embora com um novo CEO. Nem Reid M. Zeising nem C. Stephen Lynn foram mencionados como investidores responsáveis pelo financiamento da recuperação da Back Yard Burgers da falência. A Back Yard Burgers nomeou um novo CEO, David McDougal e Michael G Webb é o CFO.
Em Julho de 2017, a Axum Capital Partners "comprou o controle acionário" da Back Yard Burgers da Pharos Capital Group LLC. O nome da entidade Back Yard Burger é Tantum Companies, LLC.
Em Julho de 2018, Scott Shotter substituiu David McDougal como CEO.
Em 18 de Setembro de 2020, a Back Yard Burgers abriu uma nova loja em Gastonia, Carolina do Norte.